# Cody Gakpo
Cody Mathès Gakpo (* 7. Mai 1999 in Eindhoven) ist ein niederländischer Fußballspieler. Der Flügelspieler steht seit Januar 2023 beim FC Liverpool unter Vertrag und ist niederländischer Nationalspieler.

## Karriere

### Vereine
Gakpos Vater wurde in Togo geboren und hat Vorfahren aus Ghana, seine Mutter ist Niederländerin.
Cody Gakpo wuchs im Arbeiterviertel Stratum in Eindhoven auf. Er wechselte im Jahr 2007 in die Nachwuchsabteilung des PSV Eindhoven. Hier durchlief er anschließend sämtliche Juniorenmannschaften des Ehrendivisionärs. 2011 wäre er fast aus dem Kader hinauskomplimentiert worden, weil er eine Saison lang nicht den Qualitätskriterien des Vereins entsprach.
Zur Saison 2016/17 stand er erstmals im Kader der Reservemannschaft Jong PSV, war jedoch hauptsächlich in der U19-Mannschaft aktiv. Sein Debüt in der zweithöchsten niederländischen Spielklasse gab er am 4. November 2016 (13. Spieltag) bei der 0:1-Auswärtsniederlage gegen Helmond Sport. In der weiteren Spielzeit kam er nur zu einem weiteren Einsatz für Jong PSV. Nachdem er in der nächsten Saison in der U19-Eredivisie in 13 Ligaspielen sieben Tore erzielt und fünf Vorlagen gegeben hatte, wurde er zum Jahreswechsel endgültig in die Reservemannschaft befördert. In dieser Spielzeit 2017/18 erzielte er sieben Tore in 12 Ligaspielen.
In der nächsten Saison 2018/19 verbesserte Gakpo seine Leistungen weiter, sodass Mark van Bommel, Trainer der ersten Mannschaft, ihn in der Hinrunde mehrmals für den Spieltagskader in der Eredivisie nominierte. Zu einem Einsatz in der Liga kam er jedoch vorerst nicht. Dafür kam er beim 4:0-Auswärtssieg gegen Excelsior Maassluis im KNVB-Pokal am 26. September zu seinem Debüt, bei dem er ein Tor erzielte. In nächster Zeit konnte er im Ligabetrieb jedoch weiter nur in der Reserve Einsatzzeit sammeln. Beim 5:1-Heimsieg gegen die Go Ahead Eagles am 3. Dezember 2018 markierte er den ersten Hattrick seiner professionellen Laufbahn. Nachdem ihm beim 5:2-Heimsieg gegen Almere City am 21. Dezember ein Tor und eine Vorlage gelungen waren, debütierte er einen Tag später schließlich in der Eredivisie: Beim 3:1-Heimsieg gegen AZ Alkmaar wurde er in der Schlussphase für Steven Bergwijn eingewechselt. Er erzielte bis Jahresende in zehn Ligaspielen neun Tore für Jong PSV und gehörte danach regelmäßig dem Kader der ersten Mannschaft an. Am 3. Februar 2019 traf er in seinem zweiten Einsatz beim 5:0-Heimsieg gegen Fortuna Sittard erstmals in der Liga und bereitete auch ein weiteres Tor vor. Bis Saisonende kam er in 14 weiteren Ligaspielen zum Einsatz, ohne jedoch einen weiteren Torerfolg zu verzeichnen. In der folgenden Saison 2019/20 erzielte er in der Eredivisie in 25 Ligaspielen sieben Tore und genauso viele Vorlagen; ab diesem Zeitpunkt war er Stammspieler im Mittelfeld der PSV Eindhoven.
Zum 1. Januar 2023 wechselte Gakpo in die Premier League zum FC Liverpool. Laut dem PSV-Manager Marcel Brands war dies der neue Rekordtransfer des Vereins. Medienberichten zufolge soll die Ablösesumme zwischen 40 und 50 Millionen Euro gelegen haben.

### Nationalmannschaft
Cody Gakpo spielte in verschiedenen Juniorennationalmannschaften des KNVB. Mit der niederländischen U-20-Auswahl nahm er an der U20 Elite League teil. Dort erzielte er in fünf Spielen vier Tore, darunter drei Tore beim 3:1-Sieg gegen die Schweiz.
Am 24. März 2019 debütierte er für die U21-Nationalmannschaft beim 0:0 im Testspiel gegen die US-amerikanische U23-Nationalmannschaft. Sein Debüt für die A-Nationalmannschaft gab er am 21. Juni 2021 in der Johan-Cruyff-Arena in Amsterdam beim 3:0-Sieg im letzten EM-Gruppenspiel gegen die nordmazedonische Nationalmannschaft. Mit der Elftal nahm er an der Weltmeisterschaft 2022 in Katar teil und erzielte drei Tore nacheinander, je ein Tor gegen eine Mannschaft aus der Gruppenphase, gegen Senegal, Ecuador und Katar. Im Viertelfinale scheiterte die Elftal nach Elfmeterschießen am späteren Weltmeister Argentinien.
Gakpo wurde in den Kader der Niederlande für die Europameisterschaft 2024 berufen. Er wurde zum Man of the Match beim 2:1-Auftaktsieg gegen Polen ernannt, bei dem er das erste Tor seines Landes im Turnier erzielte.

## Titel und Auszeichnungen

### Titel
Niederlande
- Meister: 2018 (PSV Eindhoven)
- Pokalsieger: 2022, 2023 (PSV Eindhoven)
- Supercupsieger (2): 2021, 2022 (beide PSV Eindhoven)

England
- Meister: 2025 (FC Liverpool)
- Ligapokalsieger: 2024 (FC Liverpool)

Auszeichnungen
- Torschützenkönig der Europameisterschaft: 2024 (mit Harry Kane, Georges Mikautadze, Jamal Musiala, Dani Olmo und Ivan Schranz)
- Niederländischer Fußballer des Jahres: 2022